# 太田敦也
太田 敦也（おおた あつや、1984年6月4日 - ）は、愛知県豊川市出身のプロバスケットボール選手である。ポジションはセンター。

## 来歴
9歳でバスケットボールを始める。豊川市立東部中学校時代に中村和雄の目に止まり、その素質を高く評価される。
2000年4月、千葉県の柏市立柏高等学校に進学。入学してすぐレギュラーの座を獲得し、同年の全国高等学校総合体育大会バスケットボール競技大会（インターハイ）に出場。1回戦で育英高校に敗退。5ファウルで退場したが、7得点する。2年生時の2001年インターハイでは3回戦まで勝ち上がり、3試合全てで2桁得点を記録。同年の第32回全国高等学校バスケットボール選抜優勝大会（ウインターカップ）にも出場し、3回戦まで進出した。3年生時の2002年インターハイ、第33回ウィンターカップ両大会に出場し、ともに3回戦まで進出した。
日本大学を経て、2007年に中村和雄がヘッドコーチを務めるJBLのオーエスジーフェニックス東三河に加入。チームが2008-09シーズンよりbjリーグに転籍し、浜松・東三河フェニックスにチーム名を変更した後も残留。2009-10シーズンおよび2010-11シーズンのbjリーグ連覇に貢献した。
2011年、日本代表候補に選出。bjリーグからは石崎巧に次いで2人目、自身としては日大在籍時の2003年以来8年ぶりとなる。9月、アジア選手権に出場。
2011-12シーズン、bjリーグベスト5に初選出される。
2012年も日本代表候補に選出され、ウィリアム・ジョーンズカップのメンバーに選ばれた。
2025年6月、引退を表明した。引退後は三遠のフロントスタッフとして活動する予定。

## 経歴
- 豊川市立東部中 - 柏市立柏高 - 日本大学 - オーエスジーフェニックス東三河/浜松・東三河フェニックス/三遠ネオフェニックス

日本代表歴
- 第23回ユニバーシアード
- 2011年アジア選手権
- 2012年ウィリアムジョーンズカップ
- 2012年FIBAアジアカップ
- 2013年アジア選手権
- 2014年FIBAアジアカップ
- 2014年アジア競技大会

## 主な成績
| シーズン  | チーム       | GP | GS | MPG  | FG%  | 3P%  | FT%  | RPG | APG | SPG | BPG | TO  | PPG |
| --------- | ------------ | -- | -- | ---- | ---- | ---- | ---- | --- | --- | --- | --- | --- | --- |
| JBL 07-08 | オーエスジー | 27 | 1  | 2.6  | 35.7 | ---  | 66.7 | 0.4 | 0.1 | 0.0 | 0.0 | 0.1 | 0.5 |
| bj 08-09  | 浜松         | 52 | 3  | 16.8 | 58.9 | ---  | 58.8 | 3.6 | 0.6 | 0.6 | 0.4 | 0.5 | 2.6 |
| bj 09-10  | 浜松         | 50 | 19 | 18.6 | 48.5 | ---  | 52.0 | 4.1 | 0.9 | 0.5 | 0.4 | 0.8 | 2.1 |
| bj 10-11  | 浜松         | 46 | 1  | 20.1 | 47.5 | ---  | 48.6 | 4.1 | 1.0 | 0.4 | 0.3 | 0.9 | 2.9 |
| bj 11-12  | 浜松         | 52 | 16 | 25.8 | 60.0 | ---  | 64.0 | 5.1 | 0.7 | 0.8 | 0.5 | 1.1 | 5.7 |
| bj 12-13  | 浜松         | 52 | 26 | 23.5 | 44.5 | 12.5 | 68.2 | 5.3 | 0.9 | 0.8 | 0.3 | 1.1 | 6.9 |
| bj 13-14  | 浜松         | 52 | 45 | 21.6 | 45.9 | 12.5 | 66.0 | 4.1 | 1.2 | 0.7 | 0.4 | 1.3 | 6.5 |
| bj 14-15  | 浜松         | 52 | 42 | 19.4 | 44.4 | ---  | 67.2 | 2.7 | 1.1 | 0.3 | 0.2 | 1.1 | 3.9 |
| bj 15-16  | 浜松         | 50 | 31 | 26.2 | 48.8 | ---  | 68.5 | 4.9 | 1.1 | 0.6 | 0.4 | 1.5 | 6.3 |
| B1 16-17  | 三遠         | 60 | 4  | 23.3 | 52.7 | 0.0  | 67.9 | 4.3 | 1.0 | 0.2 | 0.6 | 1.0 | 7.4 |

## 騒動
2015年7月17日に東京都内で行われた韓国の軍隊チーム「尚武」との練習試合中に相手チームの選手に両手で胸元を小突かれ、応戦すると韓国チーム全員がベンチから飛び出してきて太田を攻め、乱闘寸前の騒ぎとなった。日本人選手やスタッフらが間に入って騒動は収束した。